# Edwardsiana lamellata
Edwardsiana lamellata är en insektsart som först beskrevs av Logvinenko 1967.  Edwardsiana lamellata ingår i släktet Edwardsiana och familjen dvärgstritar.
Artens utbredningsområde är Ukraina. Inga underarter finns listade i Catalogue of Life.